# João Cordeiro da Silva
João Cordeiro da Silva (Elvas, 1735 circa – Lisbona, dopo il 1808) è stato un compositore e organista portoghese.

## Biografia
La sua prima informazione biografica reca la data del 21 novembre 1756, giorno nel quale fu ammesso all'Irmandade de Santa Cecília, l'associazione dei musicisti di Lisbona. Nel 1763 era già organista e compositore della Capela Real da Ajuda e a partire dall'anno seguente iniziò a percepire un compenso annuale di 240.000 realiper i suoi servigi svolti presso i teatri reali. Molto spesso viaggiava al seguito della corte portoghese nelle diverse residenze reali, essendo insegnante di alcuni membri della corte reale, pur non avendo ricevuto una nomina ufficiale. Dopo il suo ritiro dallo scenario musicale della corte portoghese, gli succedettero prima Davide Perez e poi João de Sousa Carvalho.

## Stile
Silva compose prevalentemente opere (per lo più serie), le quali furono scritte per la corte reale portoghese e tutte vennero rappresentate nei vari teatri dei palazzi reali di Lisbona, essendone il responsabile di produzione. In questi lavori egli mantenne sempre uno stile molto affine a quello di Niccolò Jommelli, adattandone molte di questo compositore all'uso e alla lingua locale. Purtroppo nessuna delle sue opere è stata soggetta a riprese in tempi moderni. Scrisse anche composizioni sacre in stile concertato, specializzandosi nella composizione di opere per coro, voci soliste e basso continuo, pur non evitando composizioni per orchestra (come la Messa a 5 Voci Due Soprani, Alto, Tenore, e Basso. Con Oboe, Flauti, Violoncelli, Corni, Trombe, Fagotti, Timpani, e Basso. Del Sigr. Giovanni Cordeiro Sª. L'anno 1793).

## Composizioni

### Opere
- Componimento drammatico senza titolo (1764)
- L'Arcadia in Brenta (dramma giocoso, libretto di Carlo Goldoni, 1764; di dubbia attribuzione)
- Il natal di Giove (serenata, libretto di Pietro Metastasio, 1778)
- Edelide e Cambise (dramma per musica, 1780)
- Il ratto di Proserpina (dramma da cantarsi, libretto di Gaetano Martinelli, 1784)
- Archelao (dramma da cantarsi, libretto di Gaetano Martinelli, 1785)
- Telemaco nell'isola di Calipso' (dramma per musica, 1787)
- Megara tebana (dramma per musica, libretto di Gaetano Martinelli, 1788)
- Bauce e Palemone (dramma per musica, libretto di Gaetano Martinelli, 1789)
- Lindane e Dalmiro (dramma serio-comico, libretto di Gaetano Martinelli, 1789)

### Musica sacra
- Salome, madre de sette martiri Maccabei (oratorio sacro, libretto di Gaetano Martinelli, 1783)
- 4 Messe per 4 voci e organo
- Magnificat per 4 voci e organo
- Confitebor per 4 voci e organo
- Ave regina per 4 voci e organo
- Mottetto per 4 voci organo
- Salmo per 4 voci e organo
- Altri lavori sacri

### Musica strumentale
- 4 sinfonie
- 2 trii per 2 violini e violoncello